# Opisthacanthus basutus
Espèce
Synonymes
- Opisthacanthus laevipes basutus Lawrence, 1955

Opisthacanthus basutus est une espèce de scorpions de la famille des Hormuridae.

## Distribution
Cette espèce est endémique du Lesotho.

## Description
Le mâle décrit par Lourenço en 1987 mesure 65 mm.

## Étymologie
Son nom d'espèce lui a été donné en référence au lieu de sa découverte, le Basutoland, ancien nom du Lesotho.

## Publication originale
- Lawrence, 1955  : Solifugae, Scorpions and Pedipalpi, with checklists and keys to South African families, genera and species. Results of the Lund University Expedition in 1950-1951. South African Animal Life, vol. 1, p. 152-262.